# Просяное (Луганская область)
Просяное (укр. Просяне) — село в Марковском районе Луганской области Украины, административный центр Просянского сельского совета.

## История
Слобода являлась центром Просянской волости Старобельского уезда Харьковской губернии Российской империи.
Население по переписи 2001 года составляло 427 человек.